# Nani García
Nani García (né en 1955 à La Corogne en Espagne) est un compositeur, arrangeur, producteur de musique et pianiste espagnol.

## Biographie
Nani García naît en 1955 à La Corogne, dans la région de Galice, en Espagne. Il part faire ses études en Suède, où il se forme à la composition musicale et au jazz de 1976 à 1980, en même temps qu'il mène des études en linguistique dans les universités d'Uppsala et de Stockholm.

## Compositions

### Bandes originales de films
- 1991 : Macana de dote, che (court métrage)
- 1993 : Atlántico Express (court métrage)
- 1994 : A fiestra valdeira (téléfilm)
- 2000 : Blanca Madison
- 2002 : Autopsia (téléfilm)
- 2002 : Freak Gallery (court métrage)
- 2003 : Les yeux qui ne voient pas
- 2003 : Fragments (téléfilm)
- 2003 : Motel (court métrage)
- 2004 : Un bosque de música
- 2006 : De bares
- 2006 : J.E.D.N.: Pensando en soledad
- 2007 : De profundis de Miguelanxo Prado
- 2007 : Catalina
- 2008 : El niño de barro de Jorge Algora
- 2009 : A casa da luz (court métrage)
- 2011 : A casa da luz
- 2011 : Onde está a Felicidade ?
- 2012 : La Tête en l'air (Arrugas) d'Ignacio Ferreras
- 2012 : O Xigante (court métrage)
- 2012 : Morti (court métrage)
- 2015 : Torre de Breoghan
- 2015 : Carne de gaviota (court métrage)
- 2016 : A palabra xusta
- 2017 : Une femme fantastique
- 2017 : The Neverending Wall (court métrage)
- 2018 : Patchwork (court métrage)
- 2019 : Homomaquia (court métrage)
- 2022 Onde máis doe

### Bandes originales de séries
- 1990 : Os outros feirantes (un épisode)
- 1995-2004 : Pratos combinados
- 1996 : Hai que ver
- 1996 : A familia Pita
- 2002 : Avenida de América
- 2004-2005 : As leis de Celavella
- 2006-2007 : A vida por diante
- 2007-2012 : Patricia Marcos, la disparue
- 2008 : U.C.O.
- 2008 : Guante blanco

## Distinctions
- Prix Mestre Mateo 2004 de la Meilleure bande originale pour la musique de la série As leis de Celavella[4]
- Prix Mestre Mateo 2007 de la Meilleure bande originale pour la bande originale du film d'animation De profundis réalisé par Miguelanxo Prado[5]
- Prix Mestre Mateo 2008 pour la bande originale de El niño de barro[6]